# Liste des cours d'eau du New Hampshire
Cet article constitue une liste des principaux cours d’eau de l’État du New Hampshire, aux États-Unis.
Tous les cours d’eau désignés rivière (eau douce ou eau de la marée) y sont regroupés, ainsi que tous les streams (petites rivières) qui sont inscrits au New Hampshire Comprehensive Shoreland Protection Act ou qui comptent plus de 10 km de longueur. L’État du New Hampshire a attribué aux rivières et les “streams" le statut de protection des berges (anglais: “shoreland protection”) (et sont listés en surimpression) si elles sont classés en quatrième ordre ou « grands plans d'eau », selon la méthode de classification de flux Strahler.

## Par bassin hydrographique
Ultimement, tous les cours d’eau des divers bassins hydrographiques du New Hampshire s'écoulent dans l’Océan Atlantique. Cette liste est regroupée par bassin hydrographique majeur, du Nord au Sud sur la Côte de l’Atlantique, avec leurs affluents respectifs disposés en fonction de leur entrée dans le courant principal de la confluence à la source. Lorsque plusieurs affluents entrent dans un seul lac, ils sont répertoriés dans le sens horaire de la sortie du lac en cours d'exécution.

### Rivière Androscoggin
- Rivière Androscoggin
  - Rivière Wild
  - Rivière Rattle
  - Rivière Peabody
    - Rivière West Branch Peabody

  - Rivière Moose
  - Ruisseau Moose
  - Rivière Dead
  - Rivière Chickwolnepy
  - Ruisseau Mollidgewock
  - Rivière Clear
  - Rivière Magalloway
    - Rivière Dead Diamond
      - Rivière Swift Diamond
      - Rivière Little Dead Diamond

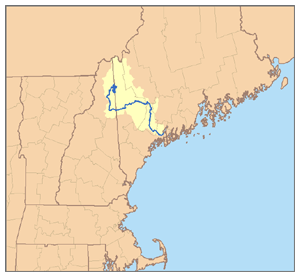
Bassin hydrographique de la rivière Androscoggin

        - Rivière South Branch Little Dead Diamond
        - Rivière West Branch Little Dead Diamond

      - Rivière West Branch Dead Diamond
      - Rivière Middle Branch Dead Diamond
        - Rivière East Branch Dead Diamond

    - Rivière Little Magalloway
      - Rivière Middle Branch Little Magalloway
        - Rivière West Branch Little Magalloway

    - Rivière West Branch Magalloway

### Rivière Saco
- Rivière Saco
  - Rivière Ossipee
    - Rivière South
    - Lac Ossipee
      - Rivière Pine
        - Rivière Beech
          - Rivière Dan Hole

      - Rivière Lovell
      - Rivière Bearcamp
        - Rivière Chocorua

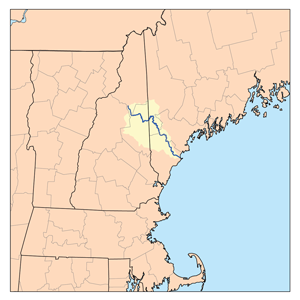
Bassin versant de la rivière Saco

        - Rivière Swift (rivière Bearcamp)
          - Ruisseau Mill
          - Rivière Wonalancet

        - Rivière Cold (rivière Bearcamp)
          - Rivière Whiteface
            - Rivière East Branch Whiteface

      - Rivière West Branch
        - Rivière Deer

  - Rivière Shepards
  - Rivière Cold (Maine – New Hampshire)
    - Rivière Little Cold
    - Rivière Mad
      - Rivière South Branch Mad
      - Rivière Middle Branch Mad

  - Rivière Swift (rivière Saco)
    - Ruisseau Pequawket

  - Rivière East Branch Saco
    - Rivière East Fork East Branch Saco

  - Rivière Ellis
    - Rivière New
    - Rivière Cutler

  - Rivière Rocky Branch
  - Rivière Sawyer
  - Rivière Dry

### Rivière Piscataqua et la côte de l’Atlantique au New Hampshire
- Rivière Piscataqua (tidal)
  - Great Bay (tidal)
    - Rivière Bellamy
    - Rivière Oyster
      - Ruisseau Bunker

    - Rivière Winnicut
    - Rivière Squamscott (tidal)
      - Rivière Exeter
        - Rivière Little (Exeter, New Hampshire)
        - Rivière Little (Brentwood, New Hampshire)

    - Rivière Lamprey
      - Rivière Piscassic
        - Rivière Fresh

      - Rivière Little (rivière Lamprey)
      - Rivière North
        - Rivière Bean

      - Rivière Pawtuckaway
      - Rivière North Branch

  - Rivière Cocheco
    - Rivière Isinglass
      - Rivière Berrys

    - Rivière Rattlesnake
    - Rivière Mad
    - Rivière Ela

  - Rivière Salmon Falls
    - Rivière Branch
      - Ruisseau Jones
- Rivière Little
- Rivière Hampton (tidal)
  - Rivière Blackwater (tidal)
  -  Rivière Browns
  - Rivière Hampton Falls
  -  Rivière Taylor
    - Rivière Drakes
    -  Rivière Old

### Rivière Merrimack
- Rivière Merrimack
  - Rivière Powwow
    - Rivière Back

  - Rivière Little
  - Rivière Spicket
  - Ruisseau Beaver
  - Ruisseau Salmon
  - Rivière Nashua
    - Rivière Nissitissit

  - Rivière Souhegan
    - Ruisseau Baboosic
    - Ruisseau Purgatory
    - Ruisseau Stony
    - Rivière South Branch Souhegan
    - Rivière West Branch Souhegan

  - Ruisseau Cohas
    - Ruisseau Sucker
      - Ruisseau Little Massabesic

  - Rivière Piscataquog
    - Rivière South Branch Piscataquog

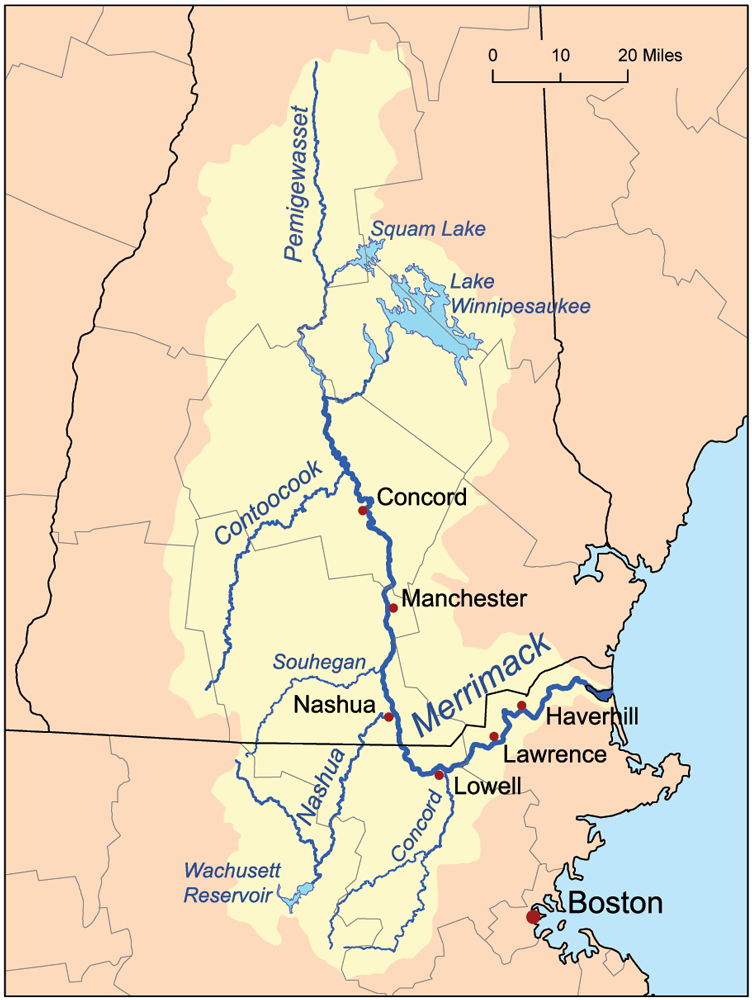
Bassin versant de la rivière Merrimack

      - Rivière Middle Branch Piscataquog

  - Ruisseau Black
  - Rivière Suncook
    - Ruisseau Bear
    - Rivière Little Suncook
    - Rivière Big
      - Rivière Little

  - Rivière Soucook
  - Rivière Turkey
  - Rivière Contoocook
    - Rivière Blackwater
      - Ruisseau Frazier

    - Rivière Warner
      - Rivière Lane
      - Rivière West Branch Warner

    - Rivière North Branch Contoocook
      - Ruisseau Beards
        - Ruisseau Shedd

    - Ruisseau Nubanusit
    - Rivière Gridley

  - Rivière Pemigewasset
    - Rivière Smith
    - Rivière Newfound
      - Lac Newfound
        - Rivière Fowler
        - Rivière Cockermouth

    - Rivière Squam
    - Rivière Baker
      - Rivière South Branch Baker
      - Rivière East Branch Baker

    - Rivière Beebe
    - Rivière Mad
      - Rivière West Branch Mad

    - Rivière Lost (aka Moosilauke Brook)
    - Rivière East Branch Pemigewasset
      - Rivière North Fork East Branch Pemigewasset

  - Rivière Winnipesaukee
    - Rivière Tioga
    - Lac Winnipesaukee
      - Rivière Red Hill
      - Rivière Melvin
      - Rivière Merrymeeting
      - Rivière Gunstock

### Rivière Connecticut
- Rivière Connecticut
  - Rivière Millers
    - Ruisseau Tarbell
    - Rivière North Branch Millers

  - Rivière Ashuelot
    - Ruisseau Mirey
    - Rivière South Branch Ashuelot
    - Rivière The Branch
      - Ruisseau Otter

  - Ruisseau Partridge
  - Rivière Cold
    - Ruisseau Great

  - Rivière Little Sugar
  - Rivière Sugar
    - Rivière North Branch Sugar
      - Ruisseau Stocker

    - Rivière South Branch Sugar

  - Ruisseau Blow-me-down
  - Rivière Mascoma
    - Rivière Knox
    - Rivière Indian

  - Ruisseau Mink
  - Ruisseau Oliverian
  - Rivière Ammonoosuc
    - Rivière Wild Ammonoosuc
    - Rivière Gale
      - Rivière Ham Branch
      - Rivière North Branch Gale
      - Rivière South Branch Gale

    - Rivière Little
    - Rivière Zealand

  - Rivière Johns
  - Rivière Israel
    - Rivière South Branch Israel

  - Rivière Upper Ammonoosuc
    - Rivière Nash
    - Ruisseau Phillips

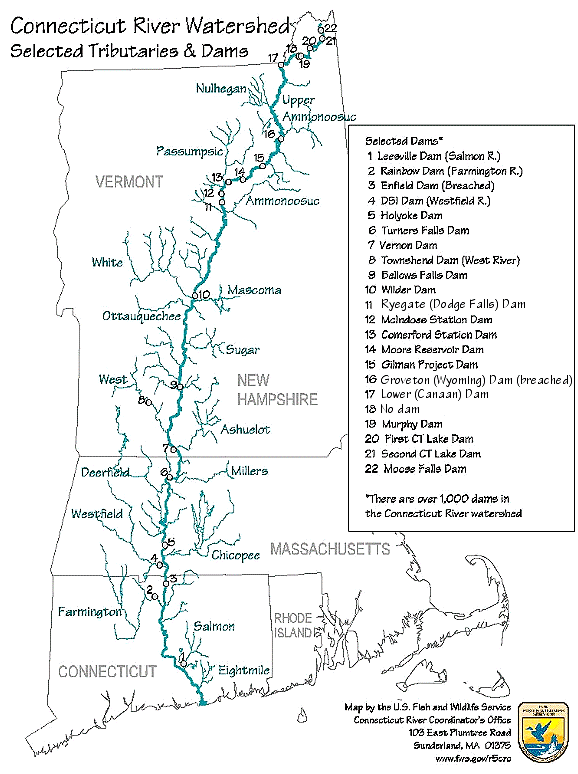
Bassin hydrographique de la rivière Connecticut

    - Rivière North Branch Upper Ammonoosuc
    - Rivière West Branch Upper Ammonoosuc

  - Rivière Simms
  - Rivière Mohawk
    - Rivière East Branch Mohawk
    - Rivière West Branch Mohawk

  - Rivière Hall
  - Rivière Indian
  - Rivière Perry

## Ordre alphabétique
- Rivière Ammonoosuc
- Rivière Androscoggin
- Rivière Ashuelot
- Ruisseau Baboosic
- Rivière Back
- Rivière Baker
- Rivière Bean
- Ruisseau Bear
- Rivière Bearcamp
- Ruisseau Beards
- Ruisseau Beaver
- Rivière Beebe
- Rivière Beech
- Rivière Bellamy
- Rivière Berrys
- Rivière Big
- Ruisseau Black
- Rivière Blackwater (rivière Contoocook)
- Rivière Blackwater (Massachusetts-New Hampshire)
- Ruisseau Blow-me-down
- Rivière Branch
- Rivière Browns
- Ruisseau Bunker Creek
- Rivière Chickwolnepy Stream
- Rivière Clear Stream
- Rivière Chocorua
- Rivière Cocheco
- Rivière Cockermouth
- Ruisseau Cohas
- Rivière Cold (rivière Bearcamp)
- Rivière Cold (rivière Connecticut)
- Rivière Cold (Maine – New Hampshire)
- Rivière Connecticut
- Rivière Contoocook
- Rivière Cutler
- Rivière Dan Hole
- Rivière Dead Diamond
- Rivière Dead
- Rivière Deer
- Rivière Drakes
- Rivière Dry
- Rivière East Branch Baker
- Rivière East Branch Dead Diamond
- Rivière East Branch Mohawk
- Rivière East Branch Pemigewasset
- Rivière East Branch Saco
- Rivière East Branch Whiteface
- Rivière East Fork East Branch Saco
- Rivière Ela
- Rivière Ellis
- Rivière Exeter
- Rivière Fowler
- Ruisseau Frazier
- Rivière Fresh
- Rivière Gale
- Ruisseau Great
- Rivière Gridley
- Rivière Gunstock
- Rivière Halls
- Rivière Ham Branch
- Rivière Hampton Falls
- Rivière Hampton
- Rivière Indian
- Rivière Indian Stream
- Rivière Isinglass
- Rivière Israel
- Rivière Johns
- Ruisseau Jones
- Rivière Knox
- Rivière Lamprey
- Rivière Lane
- Rivière Little Cold
- Rivière Little Dead Diamond
- Rivière Little Magalloway
- Ruisseau Little Massabesic
- Rivière Little (rivière Ammonoosuc)
- Rivière Little (rivière Big)
- Rivière Little (rivière Brentwood, New Hampshire)
- Rivière Little (Exeter, New Hampshire)
- Rivière Little (rivière Lamprey)
- Rivière Little (rivière Merrimack)
- Rivière Little (New Hampshire Atlantic coast)
- Rivière Little Sugar
- Rivière Little Suncook
- Rivière Lost
- Rivière Lovell
- Rivière Mad (rivière Cocheco)
- Rivière Mad (rivière Cold)
- Rivière Mad (rivière Pemigewasset)
- Rivière Magalloway
- Rivière Mascoma
- Rivière Melvin
- Rivière Merrimack
- Rivière Merrymeeting
- Rivière Middle Branch Dead Diamond
- Rivière Middle Branch Little Magalloway
- Rivière Middle Branch Mad
- Rivière Middle Branch Piscataquog
- Ruisseau Mill
- Ruisseau Mink
- Ruisseau Mirey
- Rivière Mohawk
- Ruisseau Mollidgewock
- Ruisseau Moose
- Rivière Moose
- Ruisseau Moosilauke
- Rivière Nash Stream
- Rivière Nashua
- Rivière New
- Rivière Newfound
- Rivière Nissitissit
- Rivière North Branch Contoocook
- Rivière North Branch Gale
- Rivière North Branch Millers
- Rivière North Branch
- Rivière North Branch Sugar
- Rivière North Branch Upper Ammonoosuc
- Rivière North Fork East Branch Pemigewasset
- Rivière North
- Ruisseau Nubanusit
- Rivière Old
- Ruisseau Oliverian
- Rivière Ossipee
- Ruisseau Otter
- Rivière Oyster
- Ruisseau Partridge
- Rivière Pawtuckaway
- Rivière Peabody
- Rivière Pemigewasset
- Ruisseau Pequawket
- Rivière Perry Stream
- Ruisseau Phillips
- Rivière Pine
- Rivière Piscassic
- Rivière Piscataqua
- Rivière Piscataquog
- Rivière Powwow
- Ruisseau Purgatory
- Rivière Rattle
- Rivière Rattlesnake
- Rivière Red Hill
- Rocky Branch
- Rivière Saco
- Ruisseau Salmon
- Rivière Salmon Falls
- Rivière Sawyer
- Ruisseau Shedd
- Rivière Shepards
- Rivière Simms Stream
- Rivière Smith
- Rivière Soucook
- Rivière Souhegan
- Rivière South Branch Ashuelot
- Rivière South Branch Baker
- Rivière South Branch Gale
- Rivière South Branch Israel
- Rivière South Branch Little Dead Diamond
- Rivière South Branch Mad
- Rivière South Branch Piscataquog
- Rivière South
- Rivière South Branch Souhegan
- Rivière South Branch Sugar
- Rivière Spicket
- Rivière Squam
- Rivière Squamscott
- Ruisseau Stocker
- Ruisseau Stony
- Ruisseau Sucker
- Rivière Sugar
- Rivière Suncook
- Rivière Swift Diamond
- Rivière Swift (Rivière Bearcamp)
- Rivière Swift (Rivière Saco)
- Ruisseau Tarbell
- Rivière Taylor
- Rivière The Branch
- Rivière Tioga
- Rivière Turkey
- Rivière Upper Ammonoosuc
- Rivière Warner
- Rivière West Branch (New Hampshire)
- Rivière West Branch Dead Diamond
- Rivière West Branch Little Dead Diamond
- Rivière West Branch Little Magalloway
- Rivière West Branch Mad
- Rivière West Branch Magalloway
- Rivière West Branch Mohawk
- Rivière West Branch Peabody
- Rivière West Branch Souhegan
- Rivière West Branch Upper Ammonoosuc
- Rivière West Branch Warner
- Rivière Whiteface
- Rivière Wild Ammonoosuc
- Rivière Wild
- Rivière Winnicut
- Rivière Winnipesaukee
- Rivière Wonalancet
- Rivière Zealand